# Cryptus brunniventris
Cryptus brunniventris là một loài tò vò trong họ Ichneumonidae.